# Fickle Pickle
Fickle Pickle was een Britse rockband uit Londen, die actief was tijdens het begin van de jaren 1970.

## Bezetting
- Geoff Gill[3] - ex-The Smoke, (drums, zang)
- Steve Howden[4] - ex-Red Dirt, (zang, gitaar, basgitaar)
- Wil Malone[5] - ex-Orange Bicycle, (piano, orgel, zang)
- Cliff Wade[6] - ex-The Smoke, (gitaar, basgitaar, piano, orgel, drums, zang)

De leden waren tevens werkzaam als geluidstechnici en producenten in de omgeving van de noord-Londense Morgan-studio's. De in 2006 overleden Danny Beckerman hielp soms als muzikant en songwriter bij de band.

## Geschiedenis
In augustus 1970 bracht Fickle Pickle een coverversie uit van Maybe I'm Amazed van Paul McCartney als single in het Verenigd Koninkrijk en de Verenigde Staten. Ook in Nederland kwam de single met als B-kant Sitting on a Goldmine op de markt (1971, top 40, #36). In de herfst van 1971 kon de door Gill en Beckerman geschreven song California Calling (#26) zich ook plaatsen in de Nederlandse top 40. Naar aanleiding van het succes in Nederland bracht de band daar het album Sinful Skinful (1972) uit. Onder de songs, die ze als single uitbrachten, waren coverversies van American Pie van Don McLean en Just an Old Fashioned Love Song van Paul Williams, die bekend was geworden door de hitversie van Three Dog Night. Verdere hitsuccessen voor Fickle Pickle bleven uit.

## Discografie

### Singles
- 1971: Millionaire / Sam and Sadie (UK)
- 1970: Maybe I'm Amazed / Sitting on a Goldmine
- 1971: Let Me Tell You / Down Smokey Lane (NL)
- 1971: California Calling / Blown-A-Way (NL; US)
- 1972: California Calling / Doctor Octopus (UK)
- 1972: Just an Old Fashioned Love Song / Ask the People (NL)
- 1972: The Letter / Here and Now (NL)
- 1972: American Pie / Blown Away (UK)

### Albums
- Sinful Skinful